# 大台町
大台町（日语：／ Ōdai chō */?）是位於日本三重縣中部山區的行政區劃。轄區位於宮川流域上游區域，西部區域為海拔高度在1,000至1,600公尺之間的台高山脈，主要聚落位於東部宮川與其支流大內山川會合處。
轄下所有區域已被联合国教育、科学及文化组织已以「大台原、大峯山、大杉谷」的名稱列入生物圈保護區。
宮川沿岸地區由於土壤及氣候適合種植茶樹，成為伊勢茶（又稱為大台茶）的產地。

## 人口
| 大台町人口分布圖 |                                               |  |
| 大台町與日本全國年齡別人口分布比較圖 （2005年資料） | 大台町的年齡、男女別人口分布圖 （2005年資料） |  |
| ■紫色是大台町 ■綠色是全国 | ■藍色是男性 ■紅色是女性                       |  |
| 大台町人口變化 \| 1970年 \| 13,754人 \| \| \| 1975年 \| 13,383人 \| \| \| 1980年 \| 13,172人 \| \| \| 1985年 \| 12,982人 \| \| \| 1990年 \| 12,144人 \| \| \| 1995年 \| 11,758人 \| \| \| 2000年 \| 11,399人 \| \| \| 2005年 \| 11,099人 \| \| \| 2010年 \| 10,416人 \| \| \| 2015年 \| 9,557人 \| \| \| 2020年 \| 8,668人 \| \| |                                               |  |
| 資料來源：日本總務省統計中心提供之人口普查數據 |                                               |  |
| 1970年 | 13,754人                                      |  |
| 1975年 | 13,383人                                      |  |
| 1980年 | 13,172人                                      |  |
| 1985年 | 12,982人                                      |  |
| 1990年 | 12,144人                                      |  |
| 1995年 | 11,758人                                      |  |
| 2000年 | 11,399人                                      |  |
| 2005年 | 11,099人                                      |  |
| 2010年 | 10,416人                                      |  |
| 2015年 | 9,557人                                       |  |
| 2020年 | 8,668人                                       |  |

## 歷史
過去在令制國時代屬於伊勢國多氣郡，最初在8世紀時為伊勢神宮所領有的神郡，但在14世紀南北朝時代後，北畠氏在伊勢國崛起後由北畠氏所支配。
江戶時代後，成為紀州德川家紀州藩的領地，19世紀末明治維新實施廢藩置縣後，改隸屬和歌山縣，在1872年的第一次府縣整併後被劃入度會縣，1876年第二次府縣整併後再被併入三重縣。
1889年日本實施町村制，現在的大台町轄區在當時分屬大杉谷村、川添村、三瀨谷村、荻原村、領內村共五個行政區劃；在1950年代的昭和大合併期間，位於東部的川添村和三瀨谷町在1956年合併為最初的大台町，而西部上游區域的荻原村、領內村、大杉谷村在歷經1956年和1959年的兩次整併後成為宮川村。
2000年代日本政府推動平成大合併，大臺町與宮川村再次進行整併，合併後的新町名則繼續使用大台町。

### 變遷表
| 1889年4月1日 | 1889年 - 1912年 | 1912年 - 1944年 | 1945年 - 1954年             | 1955年 - 1989年            | 1955年 - 1989年            | 1989年 - 現在              | 現在                       |
| ------------ | --------------- | --------------- | --------------------------- | -------------------------- | -------------------------- | -------------------------- | -------------------------- |
| 大杉谷村     | 大杉谷村        | 大杉谷村        | 大杉谷村                    | 大杉谷村                   | 1959年1月10日 合併為宮川村 | 2006年1月10日 合併為大台町 | 2006年1月10日 合併為大台町 |
| 荻原村       | 荻原村          | 荻原村          | 荻原村                      | 1956年5月3日 合併為宮川村  | 1959年1月10日 合併為宮川村 | 2006年1月10日 合併為大台町 | 2006年1月10日 合併為大台町 |
| 領內村       |                 |                 |                             | 1956年5月3日 合併為宮川村  | 1959年1月10日 合併為宮川村 | 2006年1月10日 合併為大台町 | 2006年1月10日 合併為大台町 |
| 川添村       | 川添村          | 川添村          | 川添村                      | 1956年9月30日 合併為大台町 | 1956年9月30日 合併為大台町 | 2006年1月10日 合併為大台町 | 2006年1月10日 合併為大台町 |
| 三瀨谷村     | 三瀨谷村        | 三瀨谷村        | 1953年4月1日 改制為三瀨谷町 | 1956年9月30日 合併為大台町 | 1956年9月30日 合併為大台町 | 2006年1月10日 合併為大台町 | 2006年1月10日 合併為大台町 |

## 行政

### 歷任首長
| 屆           | 姓名         | 上任日期      | 卸任日期      | 備註         |
| 第二代大台町 | 第二代大台町 | 第二代大台町  | 第二代大台町  | 第二代大台町 |
| ------------ | ------------ | ------------- | ------------- | ------------ |
| 1            | 尾上武義     | 2006年2月12日 | 2010年2月11日 | 原宮川村村長 |
| 2            | 尾上武義     | 2010年2月12日 | 2014年2月11日 |              |
| 3            | 尾上武義     | 2014年2月12日 | 2018年2月11日 |              |
| 4            | 大森正信     | 2018年2月12日 | 現任          |              |

## 交通

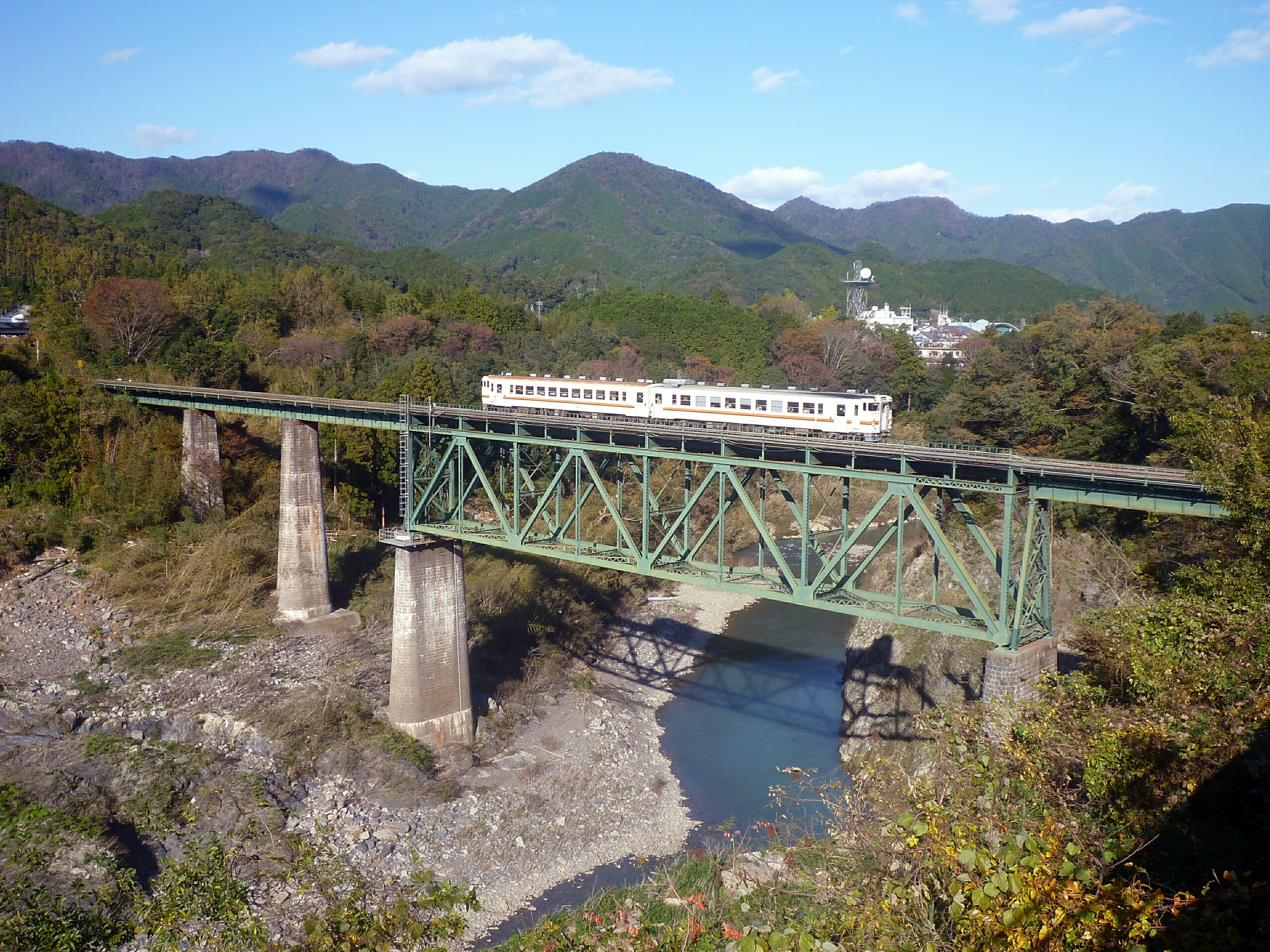
鐵路紀勢本線跨越宮川的橋樑

轄內的主要聚落位於宮川與大內山川的匯流處，也成為三重縣東紀州與縣內北部之間的交通要衝，鐵路紀勢本線、高速公路紀勢自動車道和公路國道42號都由此通過。
町內的客運路線則由大台町營巴士所負責。

### 鐵路
- 東海旅客鐵道
  - 紀勢本線：（←多氣町） - 栃原車站 - 川添車站 - 三瀨谷車站 - 瀧原車站 - （大紀町→）

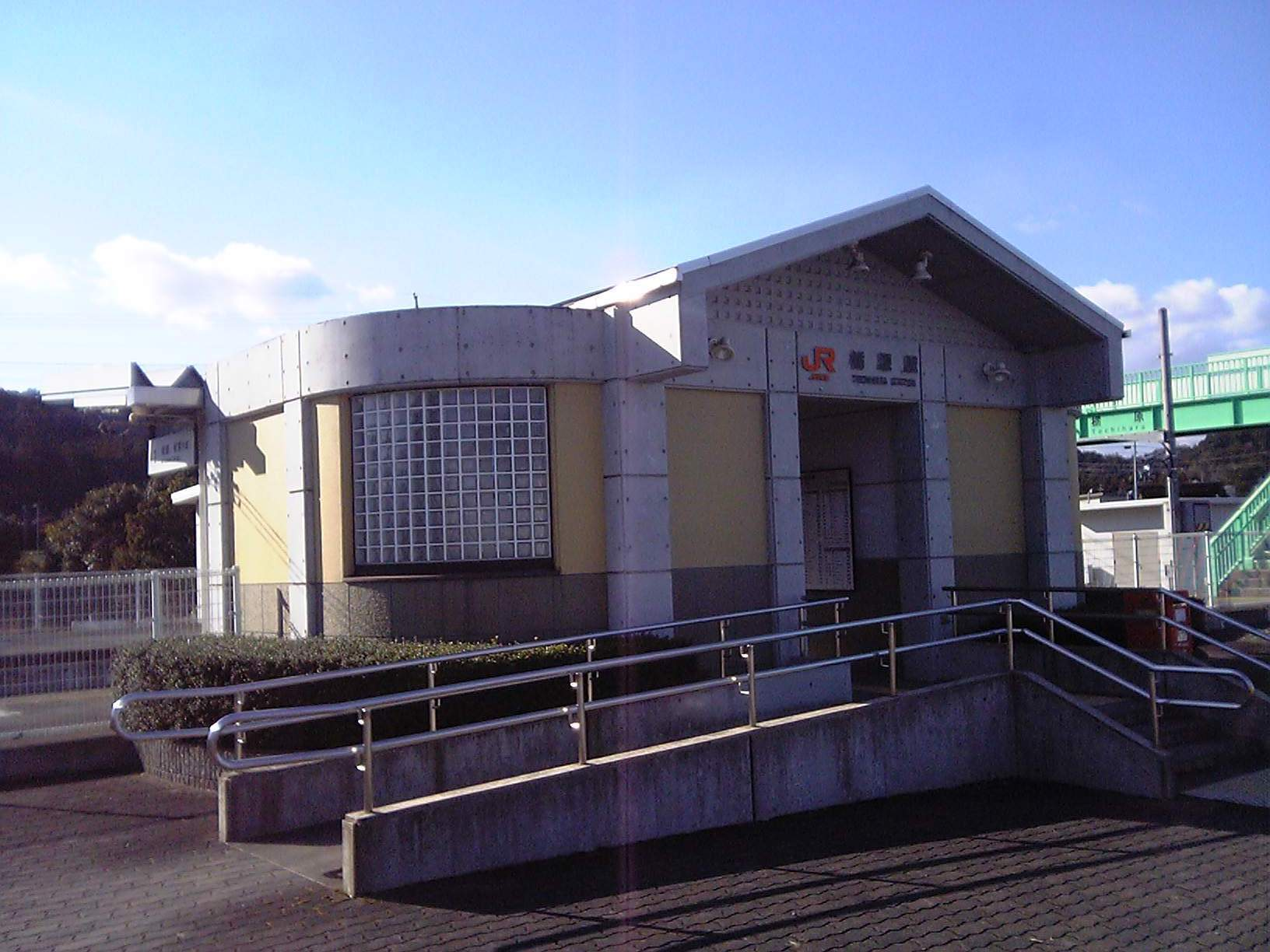
栃原車站
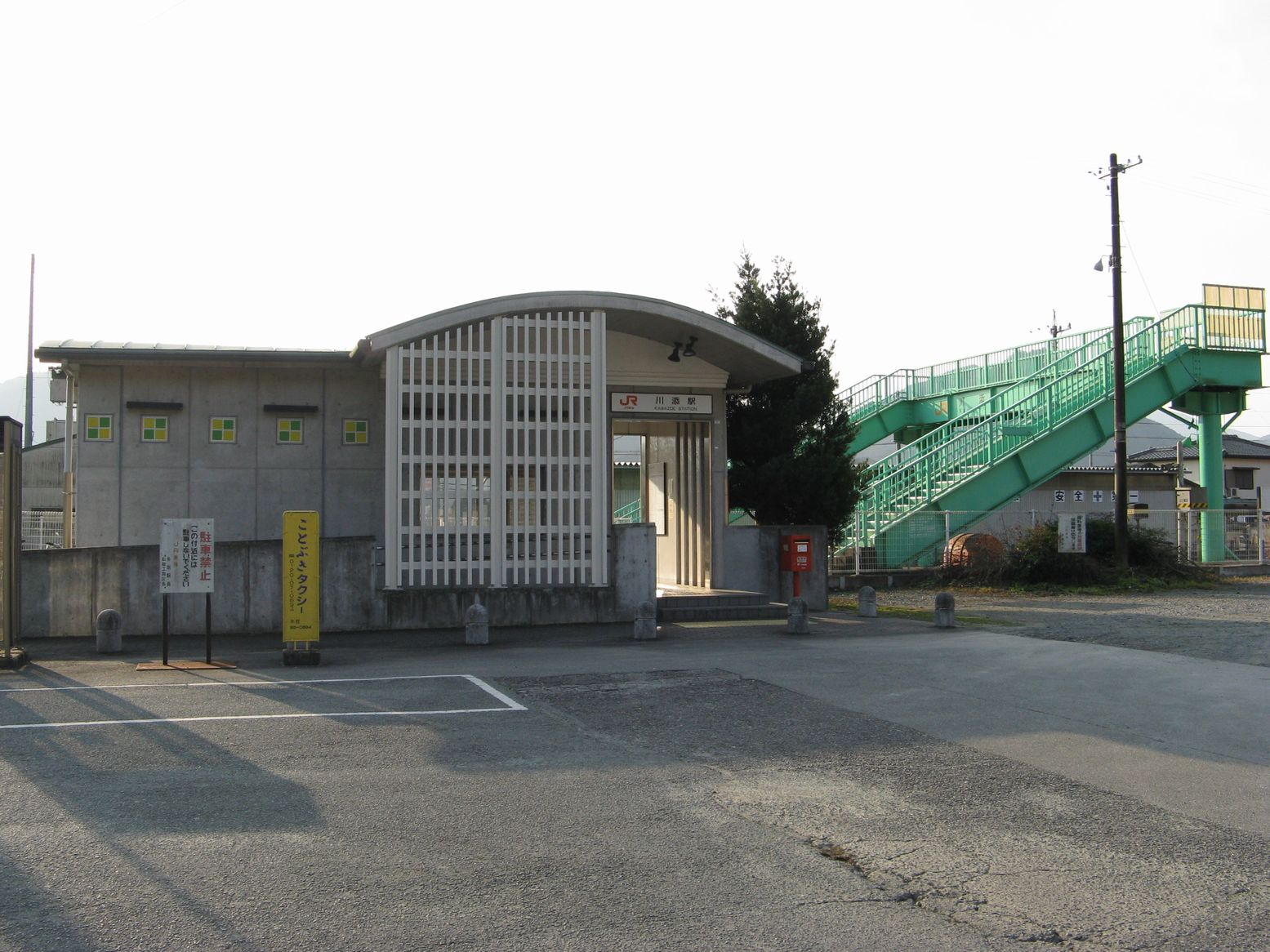
川添車站
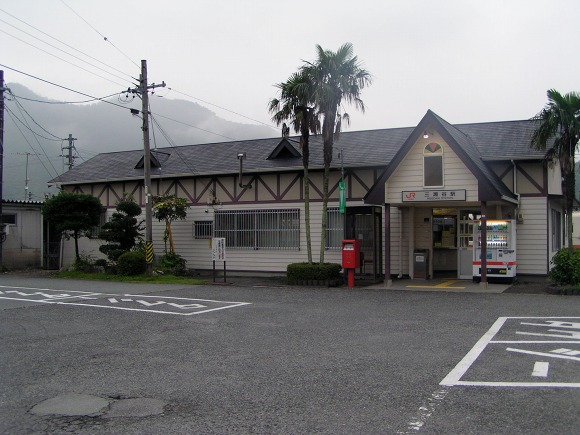
三瀨谷車站
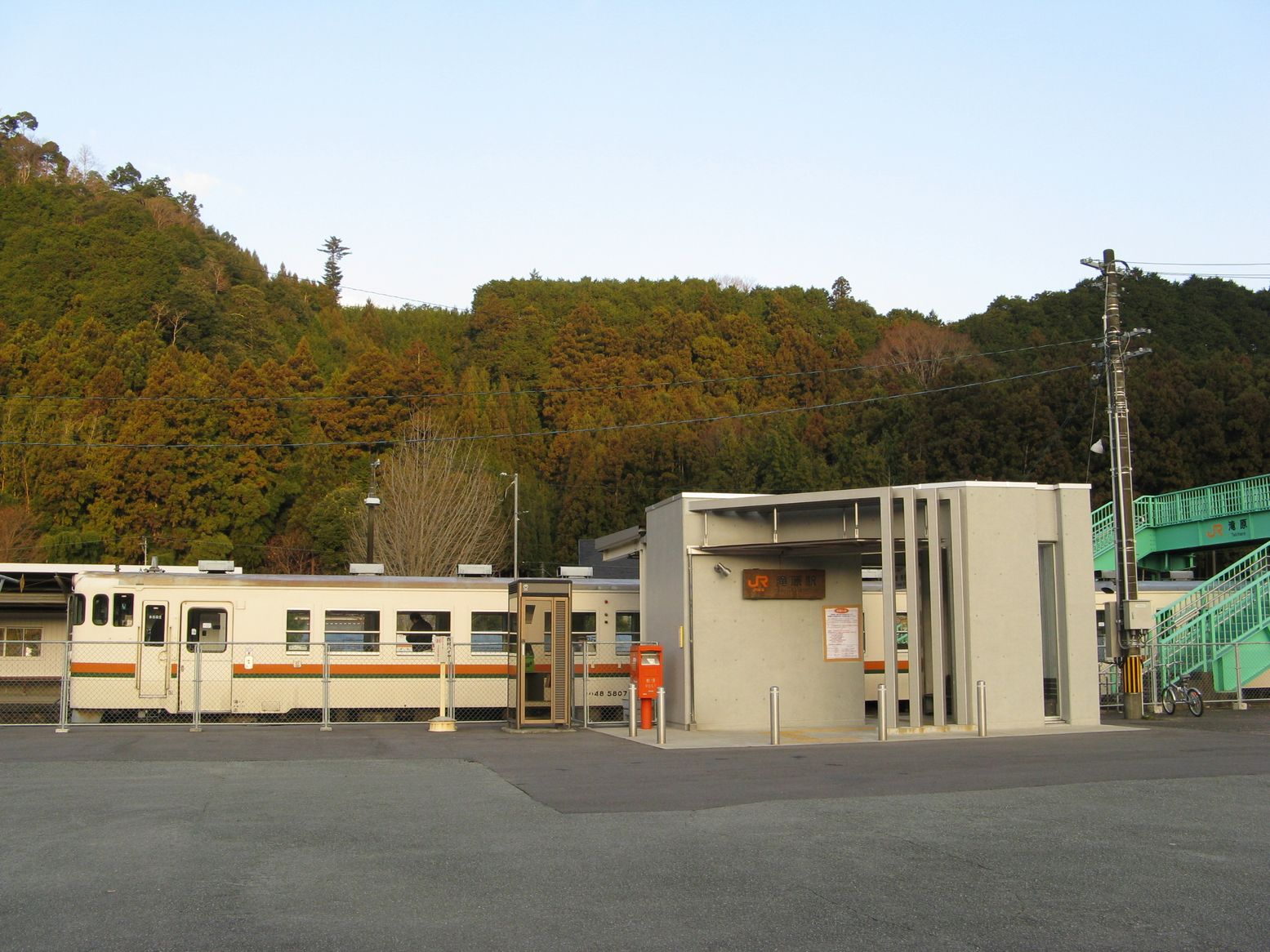
瀧原車站

### 公路
高速公路
- 紀勢自動車道：（多氣町） - 奧伊勢停車區 - 大宮大台交流道 - （大紀町）

## 觀光資源
大台町的全部轄區已被列為生物圈保護區，其中大台原山的山毛櫸原始森林被選入味道風景100選，在其東部的大杉谷則被選入日本三大溪谷及日本秘境百選，其中的七釜瀑布則被列入日本瀑布百選。

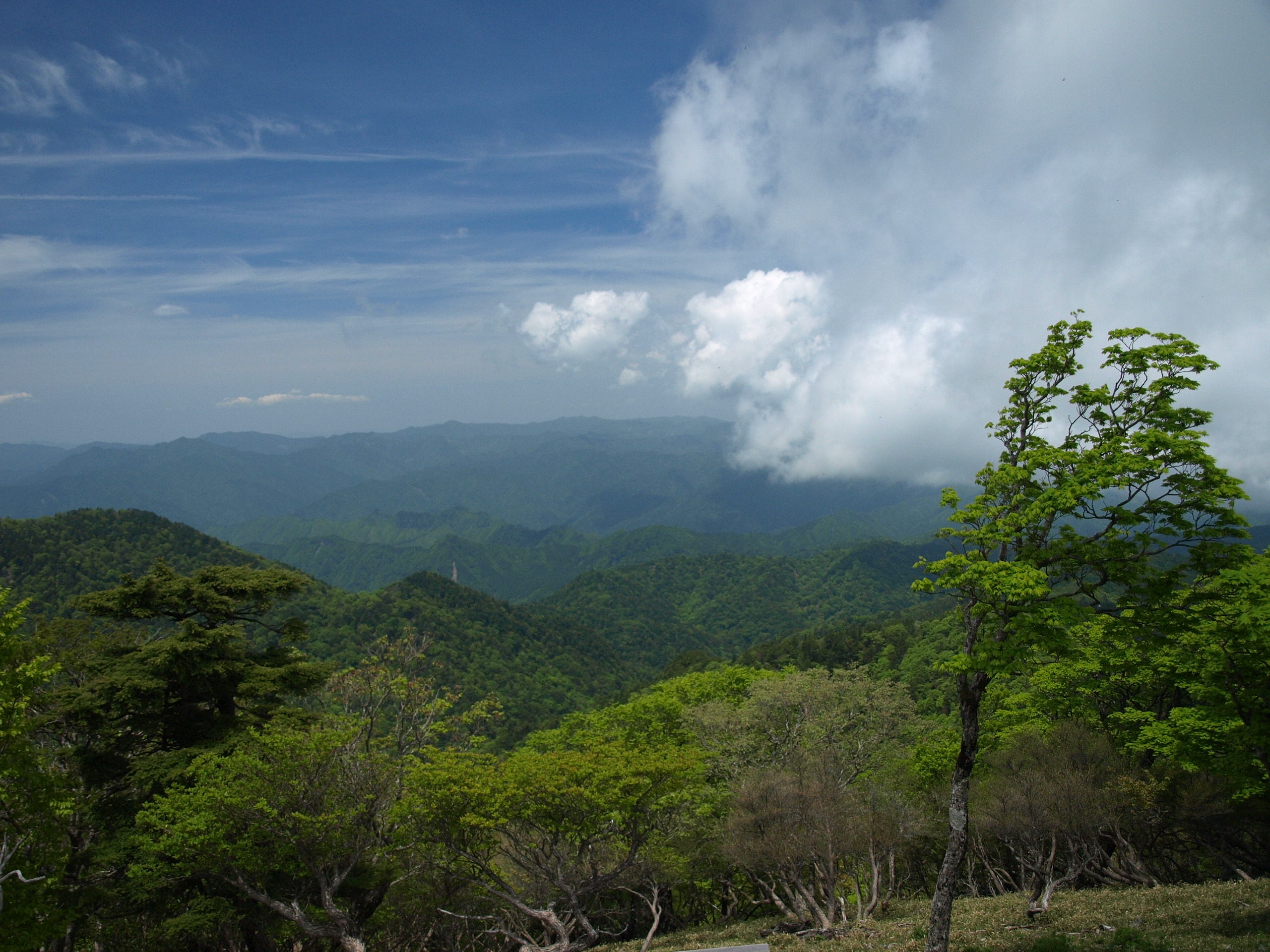
大台原景色
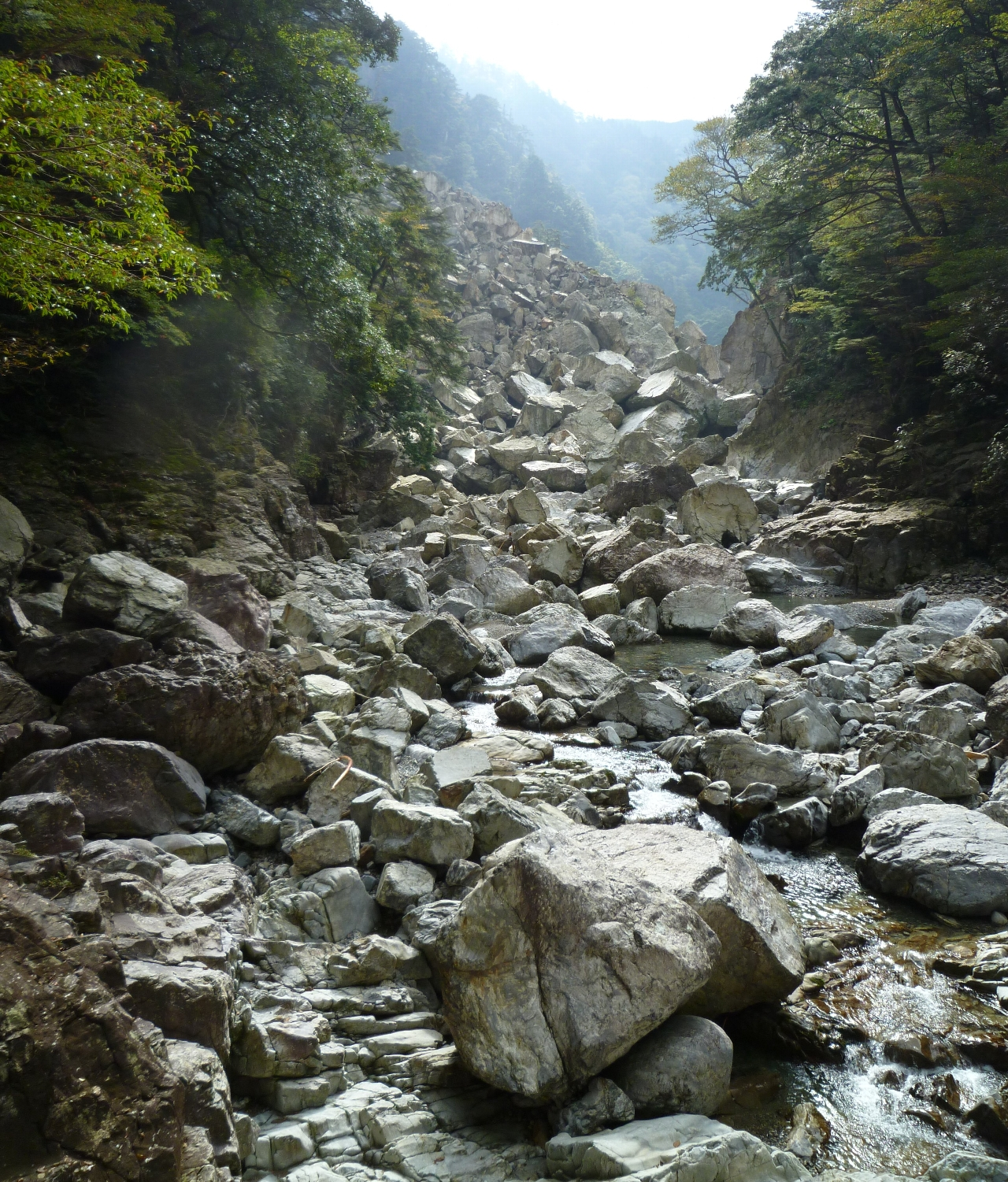
大杉谷的巨大岩石
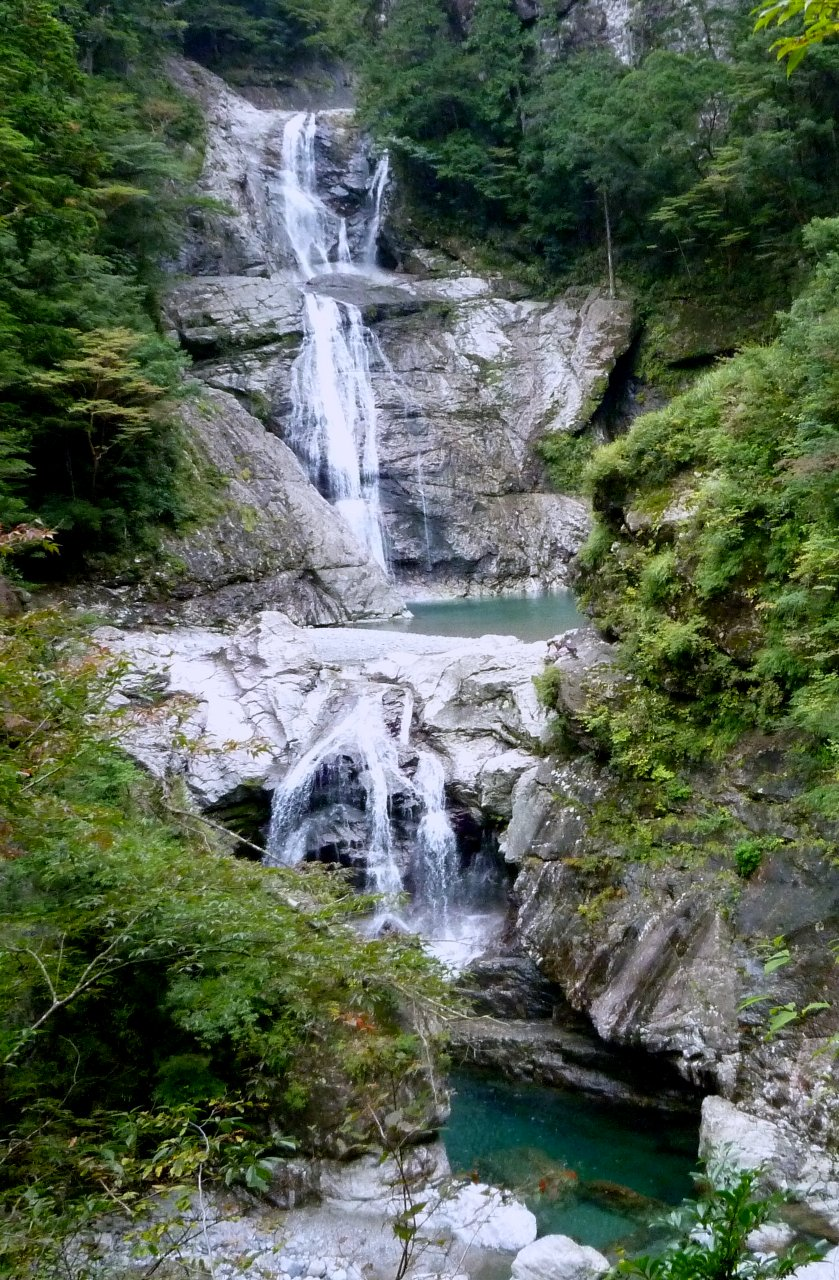
七釜瀑布

## 教育
町內唯一的高中三重縣立昴學園高等學校過去原為三重縣立荻原高等學校，1990年代被選定改為新型態的高等學校後改名為三重縣立昴學園高等學校，除設置包括國際交流系列、美術工藝系列、環境技術系列、介護福祉系列、綜合體運系列多樣的學科外，也原則要求全體學生需要住校。

## 外部連結
- （日語） YouTube上的大台町企劃課頻道
- （日語） 大台町觀光協會 （页面存档备份，存于）
- （日語） 大台町觀光協會的Facebook專頁